# چوکوروا (نیوهمپشایر)
چوکوروا (به انگلیسی: Chocorua) یک منطقهٔ مسکونی در ایالات متحده آمریکا است که در شهرستان کارول، نیوهمپشایر واقع شده‌است. چوکوروا ۱۶۰٫۰۲ متر بالاتر از سطح دریا واقع شده‌است.